# Irnerio
(Manlio Bellomo, Società e diritto nell'Italia medievale e moderna, Il Cigno G.G. Edizioni, 2012 (IX ed.))
Irnerio (in latino Irnerius, Guarnerius; 1060 circa – dopo il 1125) è stato un giurista e glossatore medievale italiano che nell'Università di Bologna, in cui era magister e di cui è considerato uno dei fondatori (Scuola di Diritto), riportò in auge i testi legislativi giustinianei appena riscoperti e su cui si stava propagando un diffuso interesse.
Per questa attività gli viene spesso attribuito il soprannome di «lucerna iuris», ovvero «lume del diritto». Viene anche ricordato come «illuminator scientiae nostrae», ossia come «l'illuminatore della nostra scienza», cioè il diritto.

## Biografia
Non si conosce molto sulla sua vita. Dovette far parte innanzitutto della corte di Matilde di Canossa, amica del futuro Papa Gregorio VII, la quale morì nel 1115.
La sua figura emerge da 14 documenti compresi tra il 1112 e il 1125 (atti giudiziari, una donazione privata, privilegi concessi dall'imperatore Enrico V), nei quali egli viene definito causidicus e iudex bononiensis
Dopo la morte di Papa Pasquale II, difese i diritti di Enrico V nelle elezioni papali. Un tale magister Guarnerius, inoltre, sarebbe stato coinvolto, insieme ad altri giuristi, in alcune questioni attinenti all'elezione dell'antipapa Gregorio VIII, arcivescovo di Braga: nel 1118, facendo ricorso alla Lex regia de imperio, avrebbe dichiarato legittima l'elezione di Gregorio VIII e, per questo motivo, sarebbe stato scomunicato l'anno successivo. Nel 1116 faceva molto probabilmente parte della corte imperiale, mentre si crede che morì sotto il regno di Lotario II prima del 1140.
I suoi successori furono i suoi allievi, denominati i "quattro dottori": Bulgaro, Martino Gosia, Jacopo e Ugo. Essi fecero in modo che la scuola di Bologna (Alma mater) non si riducesse ad un episodio temporaneo legato alla vita di Irnerio.
Si narra (Morena) che Irnerio, prossimo alla morte, sia stato accerchiato dai discepoli che gli avrebbero chiesto quale di essi dovesse essere suo successore rispose: Bulgarus, os aureum, Martinus copia legum, Mens legum est Ugo, Jacobus id quod ego.
La leggenda che descrive la scelta di Jacopo è ricalcata su quella di Aulo Gellio sul testamento di Aristotele.
Irnerio fu presto dimenticato e fu riscoperto soltanto nel XIX secolo grazie allo studio degli storici tedeschi.

Il suo nome preciso rimane molto incerto, dato che in molti manoscritti viene riportato come Hirnerius, Hyrnerius, Yrnerius, Iernerius, Gernerius, Guarnerius, Warnerius, ed infine Wernerius.

## Opere

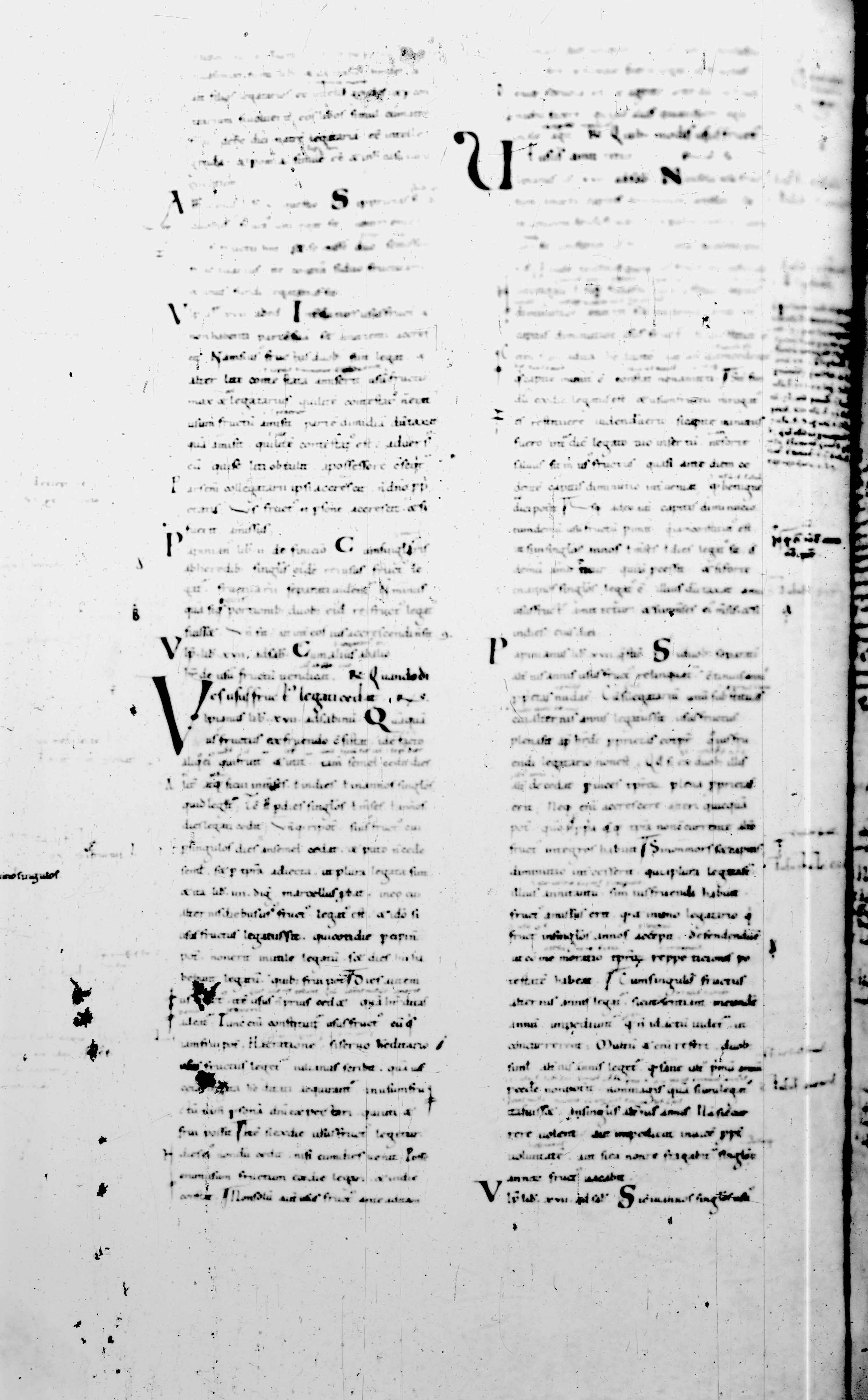
Glossae ad Digestum vetus, manoscritto, XII secolo

L'attività appassionata di Irnerio fu un punto focale e di svolta per la cultura e la civiltà europea. Le sue numerose glosse interlineari del codice giustinianeo (raccolte poi nella Summa Codicis di Azzone) segnarono l'inizio di un diritto europeo scritto, sistematico, comprensibile e razionale, basato per intero sul diritto romano.
La didattica del giurista bolognese si basava sulla lettura di una parte del codice agli studenti, i quali l'avrebbero copiata per poi corredarla di suoi commenti e sue spiegazioni in merito contenute in glosse. Fu, pertanto, il primo dei glossatori, la categoria di giuristi che in quel periodo si sarebbe affermata e che avrebbe contribuito moltissimo all'evoluzione del diritto: il testo della litera Bononiensis (una versione praticamente parallela della celebre littera Florentina) su cui si applicavano gli studenti di Irnerio si disseminò per l'Europa in pochissimo tempo grazie ai discepoli bolognesi che tornavano a casa dopo la preparazione euristica.
Fu Irnerio ad utilizzare per la prima volta, in un testo scritto, il terzetto Titius Gaius et Sempronius.
Inoltre, secondo antica opinione ad oggi ancora molto dibattuta, Irnerio sarebbe stato anche l'autore dell'Epitome sulle Novellae di Clodio (la celebre Epitome Authentica), mentre quasi certamente lo fu del Formularium tabellionum (un direttorio per notai) e le Quaestiones (una raccolta di sentenze), che tuttavia non sono più esistenti.

### Manoscritti
- Glossae ad Codicem, XI-XII secolo, Paris, Bibliothèque Nationale de France, Fonds latin, Lat. 4517,  ff. 5ra-175va.
- Glossae ad Digestum vetus, XII secolo, Padova, Biblioteca Universitaria di Padova, Fondo manoscritti, ms. 941,  ff. 1-198.